# Gaudinia hispanica
Gaudinia hispanica är en gräsart som beskrevs av Clive Anthony Stace och T.G.Tutin. Gaudinia hispanica ingår i släktet axhavren, och familjen gräs. Inga underarter finns listade i Catalogue of Life.